# أنبورنا
أنَّبورنا (بالإنجليزية: Annapurna)، و(بالسنسكريتية: अन्नपूर्णा)، هو مظهر من مظاهر بارفاتي ويعرف باسم إلهة الطعام والتغذية الهندوسية. يحظى موضوع العبادة وتقديم الطعام بإشادة كبيرة في الهندوسية، وبالتالي، تعتبر الإلهة أنبورنا إلهة شعبية. إنها مظهر من مظاهر الإلهة بارفاتي، زوجة شيفا، وقد مدحتها قصيدة أنادا مانجال، وهي قصيدة سردية باللغة البنغالية من تأليف بهاراتشاندرا راي.
يوجد عدد قليل من المعابد المخصصة لها، ومن أبرزها معبد أنبورنا في هورانادو الذي أنشأه سيج أغاستيا على ضفاف نهر بهادرا، وأنبورنا ديفي ماندير في فاراناسي وما إلى ذلك. ونظرًا لأن أكشايا تريتيا يعتبر تاريخ ميلاد الإلهة أنبورنا، يعتقد أن هذا اليوم ميمون جدًا لشراء المجوهرات الذهبية.